# George Digby, 2:e earl av Bristol

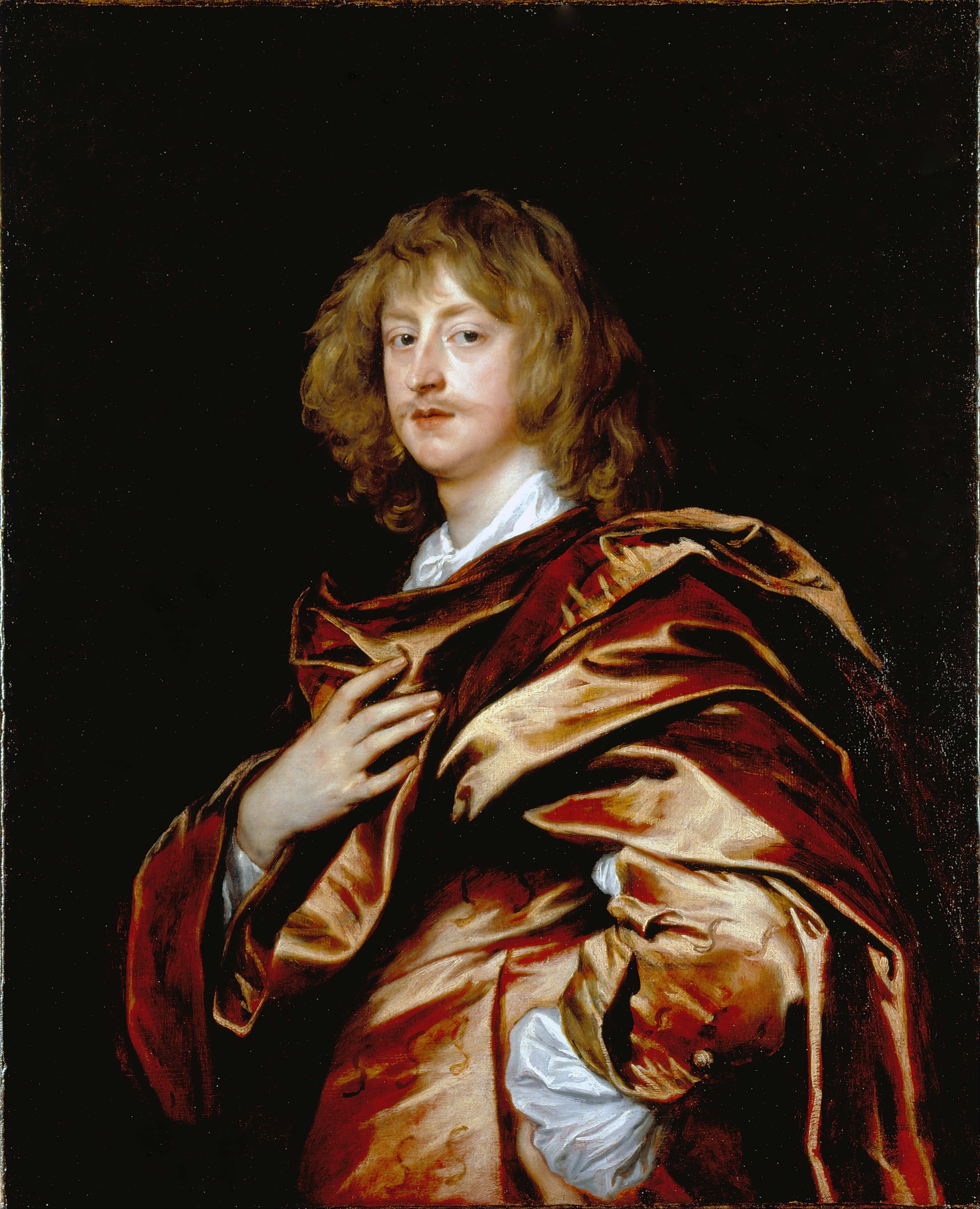
Porträtt av George Digby, 2:e earl av Bristol, målat av Anthonis van Dyck, omkring 1638–39.

George Digby, 2:e earl av Bristol, född 22 februari 1612, död 20 maj 1677, var en engelsk politiker. Han var son till John Digby, 1:e earl av Bristol.
Earlen av Bristol var först Karl I:s motståndare, men svängde om i samband med processen mot Stafford 1641. Han blev därefter en av Karl I:s intimaste och äventyrligaste rådgivare, och förde efter dennes fall ett kringflackande liv på kontinenten. Han återvände med Karl II och var en av Clarendons ivrigaste motståndare. Han har av sin samtid beskrivits som högt begåvad men hållningslös.